# Belgium irodalma
Belgium a 16. században francia nyelvű (frankofón) állammá vált, elsősorban az arisztokrácia és a hatalom képviselői révén.
Az iskolázatlan, műveletlenebb rétegek jelentős része azonban továbbra is a helyi holland nyelvjárásokat beszélte. A burgignon (ejtsd: burginyon) királyi udvar, illetve később a Habsburg udvar (a spanyol és főleg az osztrák Habsburgok) helyi képviselői is francia ajkúak voltak. Az "elfranciásítás" jelensége még egyértelműbb volt a Franciaországhoz való tartozás idejében, ami 1815-ben ért véget. Ezután Észak-Belgiumban a flamand nyelv (a holland nyelv belgiumi változata) is fokozatosan irodalmi nyelv rangjára emelkedett, jóllehet az elit réteg továbbra is francia nyelvű maradt.
Belgium mai határai 1830. augusztus 25-én alakultak ki. 1831-ben megalkották a belga alkotmányt (július 21.) és megválasztották saját királyukat is (I. Lipót, június 4.)
Az önálló belga irodalmat általában az Uylenspiegel című hetilap megjelenésétől számítják. (1856. február 3.)

## Francia nyelvű irodalom
A francia nyelvű belgák (vallonok) irodalmának két szakaszát különböztetjük meg egymástól:
- Első szakasz (1830–1918): Az írók nagy része a "belgaságát" (különbözőségét a franciáktól) akarta kidomborítani stílusával, témaival és nyelvhasználatával. A Belgiumhoz való tartozásuk elsődleges fontosságú volt. Megalkották saját eposzukat (Charles De Coster: Ulenspiegel), lapokat és irodalmi köröket hoztak létre és hamarosan Nobel-díjas írójuk is lett Maurice Maeterlinck személyében.
- Második szakasz (1918-tól): a szerzők a 20. század elejétől ismét jobban igazodtak a franciaországi francia nyelvhez, figyelembe véve a Francia Akadémia irányelveit.

A legismertebb francia nyelvű belga szerzők: Charles De Coster, Georges Eekhoud, Max Elskamp, Camille Lemonnier, Maurice Maeterlinck, Georges Rodenbach, Émile Verhaeren, Michel de Ghelderode.

## Flamand irodalom
A flamand irodalomba a Flamand Régió (a történelmi Flandria és Brabant) holland nyelvű szerzőinek művei tartoznak.
A terület holland nyelvű irodalma csak a 19. században vált olyan jelentőssé, mint a francia nyelvű belga irodalom.
A legismertebb flamand írók: Hugo Claus, Kristien Hemmerechts, Tom Lanoye, Anne Provoost és Geert van Istendael.